# Kyle Baun
Kyle Baun (* 4. Mai 1992 in Toronto, Ontario) ist ein ehemaliger kanadischer Eishockeyspieler, der im Verlauf seiner aktiven Karriere zwischen 2012 und 2020 unter anderem annähernd 200 Spiele in der American Hockey League (AHL) auf der Position des rechten Flügelstürmers bestritten hat. Zudem bestritt Baun, dessen Großvater Bobby Baun ebenfalls professioneller Eishockeyspieler war, fünf Partien für die Chicago Blackhawks in der National Hockey League (NHL).

## Karriere
Nach seiner Juniorenzeit in Kanada ging Kyle Baun auf die Colgate University in den Vereinigten Staaten. Nach insgesamt drei Spielzeiten in der National Collegiate Athletic Association (NCAA) unterschrieb Baun im März 2015 als sogenannter Free Agent einen Einstiegsvertrag bei den Chicago Blackhawks aus der National Hockey League (NHL). Insgesamt absolvierte er allerdings nur fünf Spiele für die Blackhawks.
Für zwei Spielzeiten spielte Baun für das Farmteam der Blackhawks, die Rockford IceHogs, in der American Hockey League (AHL). Zur Saison 2017/18 wurde er im Tausch für den Norweger Andreas Martinsen in das Franchise der Canadiens de Montréal transferiert, spielte allerdings wieder nur in der AHL für deren Kooperationspartner Rocket de Laval. Im Februar 2018 wurde er dann gemeinsam mit Tomáš Plekanec zu den Toronto Maple Leafs transferiert, die im Gegenzug Rinat Walijew, Kerby Rychel und ein Zweitrunden-Wahlrecht im NHL Entry Draft 2018 an die Habs abgaben.
Im Sommer 2018 wagte Baun den Sprung nach Europa und unterschrieb einen Vertrag bei den Belfast Giants in der britischen Elite Ice Hockey League (EIHL) und wurde mit den Giants in seiner ersten Saison gleich Britischer Meister. Zudem wurde er ins Second All-Star Team der Liga berufen. Im Juni 2019 gaben die Vienna Capitals aus der Erste Bank Eishockey Liga (EBEL) die Verpflichtung Bauns bekannt, der im Sommer 2020 schließlich seine aktive Karriere im Alter von 28 Jahren für beendet erklärte.

## Erfolge und Auszeichnungen
| - 2013 ECAC All-Academic Team - 2013 ECAC All-Rookie Team - 2014 ECAC All-Academic Team | - 2015 ECAC Third All-Star Team - 2019 Britischer Meister mit den Belfast Giants - 2019 EIHL Second All-Star Team |

### International
- 2010 Silbermedaille bei der World Junior A Challenge

## Karrierestatistik

### International
Vertrat Kanada bei:
- World Junior Challenge A 2010

(Legende zur Spielerstatistik: Sp oder GP = absolvierte Spiele; T oder G = erzielte Tore; V oder A = erzielte Assists; Pkt oder Pts = erzielte Scorerpunkte; SM oder PIM = erhaltene Strafminuten; +/− = Plus/Minus-Bilanz; PP = erzielte Überzahltore; SH = erzielte Unterzahltore; GW = erzielte Siegtore; 1 Play-downs/Relegation; Kursiv: Statistik nicht vollständig)